# Dietrich von Ham
Dietrich von Ham, auch Theodorus Hamm (* im 16. Jahrhundert; † 24. Februar  1575 in Münster) war ein deutscher Jurist und Generalvikar im Bistum Münster. 

## Leben
Dietrich von Ham hatte ein Studium der Rechtswissenschaften (Lic. jur.) absolviert und wurde am 9. Oktober 1560 anstelle des im Archidiakonat Friesland verstorbenen Johann Richwin zum Offizial ernannt. Zuvor war er  im  kurkölnischen Werl als Offizial tätig.
1651 kam er in den Besitz der bischöflichen Vikarie und amtierte als Syndikus des Domkapitels.
Bischof Bernhard von Raesfeld entließ ihn am 27. Oktober 1565 aus seinem Amt. Nach dem Rücktritt des Generalvikars Jacob Voss im Jahre 1567 wurde er wieder in sein Amt eingesetzt. 
Im selben Jahr erhielt er als Thesaurar die Vermögensverwaltung der Martinikirche Münster.
Am 18. August 1573 verzichtete er auf die Ämter,  blieb aber bis zum Eintreffen des
neuen Offizials in der Verwaltung dieses Amtes tätig.